# Shingo Kunieda
Shingo Kunieda (jap. 国枝 慎吾, Kunieda Shingo; * 21. Februar 1984 in Tokio) ist ein ehemaliger japanischer Rollstuhltennisspieler.

## Karriere
Shingo Kunieda sitzt aufgrund eines Rückenmarktumors seit dem Alter von neun Jahren im Rollstuhl. Mit elf Jahren begann er mit dem Rollstuhltennis.
In seiner Tenniskarriere gewann er sämtliche Titel, die es im Rollstuhltennis zu gewinnen gibt. Er gewann im Einzel elfmal die Australian Open, achtmal die French Open, einmal in Wimbledon und achtmal die US Open. Das Wheelchair Tennis Masters gewann er 2012, 2013 und 2014. Insgesamt gewann er 119 Turniere im Einzel. Auch im Doppel konnte er 83 Turniere gewinnen, darunter mindestens einmal jedes Grand-Slam-Turnier: zweimal die US Open, viermal Wimbledon, achtmal die French Open und achtmal die Australian Open. Das Wheelchair Tennis Masters im Doppel gewann er im Jahr 2012 an der Seite von Stéphane Houdet. In der Weltrangliste erreichte er sowohl im Einzel als auch im Doppel die Spitzenposition. Im Einzel stand er am 9. Oktober 2006 erstmals auf Position eins, im Doppel am 21. Mai 2007. In den Jahren 2007–2010, 2013–2015, 2018 und 2021–2022 war er zehnmal ITF Wheelchair World Champion. Zwischen seiner Niederlage beim Finale des Masters 2007 und dem Halbfinale des Masters 2010 blieb er insgesamt drei Jahre bzw. 106 Partien am Stück ungeschlagen.
Bei den Paralympischen Spielen nahm Shingo Kunieda fünfmal teil. 2004 in Athen gewann er an der Seite von Satoshi Saida die Goldmedaille im Doppel. Die beiden gewannen 2008 in Peking gemeinsam die Bronzemedaille. Im Einzel gewann Kunieda Gold. Eine weitere Goldmedaille im Einzel gewann er 2012 in London. Bei der erstmaligen Austragung der Para-Asienspiele 2010 in Guangzhou gewann er sowohl im Einzel als auch im Doppel Gold. Auch 2014 gewann er in beiden Disziplinen Gold. 2016 schied er bei den Paralympischen Spielen in Rio de Janeiro im Einzel im Viertelfinale gegen Gordon Reid aus. In der Doppelkonkurrenz gewann er mit Satoshi Saida mit Bronze die dritte gemeinsame Medaille. Bei den Spielen 2021 in Tokio gewann er seine dritte Paralympische Einzel-Goldmedaille, im Doppel erreichte er mit Takashi Sanada den vierten Platz.
Shingo Kunieda graduierte an der Reitaku-Universität in Kashiwa, wo er seitdem auch arbeitet.
Am 22. Januar 2023 verkündete Shingo Kunieda auf Instagram sein Karriereende.

## Leistungsbilanz bei den Grand-Slam-Turnieren

### Einzel
| Turnier         | 2006 | 2007 | 2008 | 2009 | 2010 | 2011 | 2012 | 2013 | 2014 | 2015 | 2016 | 2017 | 2018 | 2019 | 2020 | 2021 | 2022 | Karriere |
| --------------- | ---- | ---- | ---- | ---- | ---- | ---- | ---- | ---- | ---- | ---- | ---- | ---- | ---- | ---- | ---- | ---- | ---- | -------- |
| Australian Open | –    | S    | S    | S    | S    | S    | –    | S    | S    | S    | VF   | –    | S    | HF   | S    | HF   | S    | S        |
| French Open     |      | S    | S    | S    | S    | HF   | F    | F    | S    | S    | HF   | VF   | S    | HF   | HF   | F    | S    | S        |
| Wimbledon       |      |      |      |      |      |      |      |      |      |      | –    | HF   | VF   | F    |      | VF   | S    | S        |
| US Open         | HF   | S    |      | S    | S    | S    |      | F    | S    | S    |      | VF   | F    | VF   | S    | S    | F    | S        |

### Doppel
| Turnier         | 2006 | 2007 | 2008 | 2009 | 2010 | 2011 | 2012 | 2013 | 2014 | 2015 | 2016 | 2017 | 2018 | 2019 | 2020 | 2021 | 2022 | Karriere |
| --------------- | ---- | ---- | ---- | ---- | ---- | ---- | ---- | ---- | ---- | ---- | ---- | ---- | ---- | ---- | ---- | ---- | ---- | -------- |
| Australian Open | –    | S    | S    | S    | S    | S    | –    | S    | S    | S    | F    | –    | HF   | HF   | HF   | HF   | HF   | S        |
| French Open     |      | F    | S    | HF   | S    | S    | S    | S    | HF   | S    | S    | HF   | HF   | S    | F    | HF   | HF   | S        |
| Wimbledon       | S    | F    | –    | F    | F    | HF   | –    | S    | S    | HF   | –    | HF   | HF   | HF   |      | HF   | S    | S        |
| US Open         | F    | S    |      | HF   | HF   | HF   |      | HF   | S    | HF   |      | HF   | HF   | F    | HF   | F    | VF   | S        |

Zeichenerklärung: S = Turniersieg; F, HF, VF, AF = Einzug ins Finale / Halbfinale / Viertelfinale / Achtelfinale; 1, 2, 3 = Ausscheiden in der 1. / 2. / 3. Hauptrunde; nicht ausgetragen